# Jean-Pierre Ponnelle
Jean-Pierre Ponnelle (ur. 19 lutego 1932 w Paryżu, zm. 11 sierpnia 1988 w Monachium) – francuski reżyser operowy i scenograf.

## Życiorys
Studiował historię sztuki, historię literatury i filozofię na uniwersytetach w Strasburgu i Paryżu. Jako scenograf zadebiutował w 1952 roku przy realizacji oprawy do opery Hansa Wernera Henzego Boulevard Solitude w Hanowerze, jako reżyser operowy w 1962 roku w przedstawieniu Tristana i Izoldy Richarda Wagnera w Düsseldorfie. Pracował m.in. w Berlinie, Hamburgu, Monachium i Stuttgarcie. Zazwyczaj odpowiedzialny był zarówno za reżyserię, jak i scenografię, sam też projektował kostiumy sceniczne. W 1968 roku na festiwalu w Salzburgu wystawił Cyrulika sewilskiego Gioacchino Rossiniego. W latach 1968–1975 zrealizował w Kolonii cykl przedstawień oper W.A. Mozarta. W Covent Garden Theatre w Londynie wystawił Don Pasquale (1973), Aidę (1984) oraz Włoszkę w Algierze (1988). W latach 1975–1979 we współpracy z Nikolausem Harnoncourtem wystawiał w Zurychu dzieła operowe Claudio Monteverdiego. Reżyserował także przedstawienia w La Scali w Mediolanie i Metropolitan Opera w Nowym Jorku. W 1981 roku wyreżyserował Tristana i Izoldę na festiwalu w Bayreuth. Współpracował przy filmowych i telewizyjnych realizacjach oper Monteverdiego, Mozarta, Rossiniego, Wagnera, Verdiego i Pucciniego.